# 1742
Évszázadok: 17. század – 18. század – 19. század
Évtizedek: 1690-es évek – 1700-as évek – 1710-es évek – 1720-as évek – 1730-as évek – 1740-es évek – 1750-es évek – 1760-as évek – 1770-es évek – 1780-as évek – 1790-es évek
Évek: 1737 – 1738 – 1739 – 1740 –  1741 – 1742 – 1743 – 1744 – 1745 – 1746 – 1747

## Események
- január 24. - I. Károly Albert bajorországi választófejedelmet német-római császárrá választják; császárként VII. Károly néven uralkodik.[1]
- február 12. - VII. Károlyt német-római császárrá koronázzák.[2]
- április 13. – Georg Friedrich Händel fő műve, a Messiás című oratórium premierje Dublinban.[3]
- május 17. - Az osztrák örökösödési háborúban a poroszok legyőzik az osztrákokat a chotusitzi csatában.[4]
- május 28. – Megnyitják a világ első fedett uszodáját Londonban.[5]
- augusztus 21. Elkezdődik a székesfehérvári jezsuita rendház építése.[6]

## Születések
- január 4. – Alexovics Vazul, pálos rendi szerzetes († 1796)
- február 2. – Barcsay Ábrahám, magyar királyi testőr, a klasszicista költészet egyik alakja, a magyar testőrírók közé tartozott († 1806)
- április 20. – Tessedik Sámuel, evangélikus lelkész, pedagógus, pedagógiai és gazdasági szakíró († 1820)
- május 8. – Jean-Baptiste Krumpholz, cseh hárfás és zeneszerző († 1790)
- július 1. – Georg Christoph Lichtenberg, német író, aforizmaszerző, matematikus, a kísérleti fizika professzora († 1799)
- augusztus 7. – Nathanael Greene, az Amerikai Kontinentális Hadsereg főtábornoka az amerikai függetlenségi háborúban († 1786)
- augusztus 14. – VII. Pius pápa († 1823)[7]
- november 8. – Simai Kristóf, piarista szerzetes, író, szótáríró, az MTA levelező tagja († 1833)
- december 6. – Nicolas Leblanc francia orvos és kémikus († 1806)
- december 9. – Carl Wilhelm Scheele, svéd vegyész, aki több elemet is felfedezett, de kísérletei kései leközlése miatt hivatalosan nem őt tartják számon felfedezőként. († 1786)
- december 13. – Farkas Ferenc, jezsuita rendi pap, költő († 1807)
- december 16. – Gebhard Leberecht von Blücher, porosz vezértábornagy (Generalfeldmarschall), a porosz haderő parancsnoka a Lipcsei Népek csatájában és waterlooi csatában († 1819)
- december 26. – Born Ignác, erdélyi származású osztrák geológus, felvilágosult tudós, udvari tanácsos († 1791)

## Halálozások
- január 14. – Edmond Halley, angol csillagász (* 1656)
- április 28. – Harruckern János György, német származású magyar nagybirtokos (* 1664)
- szeptember 19. – Baczoni Ince Máté, református lelkész (* 1679)